# Les Essarts-lès-Sézanne
Les Essarts-lès-Sézanne – miejscowość i gmina we Francji, w regionie Grand Est, w departamencie Marna.
Według danych na rok 1990 gminę zamieszkiwało 226 osób, a gęstość zaludnienia wynosiła 13 osób/km².